# As Dusk Falls
As Dusk Falls je adventura z roku 2022, kterou vyvinulo studio Interior Night a vydala společnost Xbox Game Studios. Hra byla vydána 19. července 2022 pro Windows, Xbox One a Xbox Series X/S. Na konzole PlayStation 4 a PlayStation 5 byla vydána 7. března 2024.

## Hratelnost
Hra je založena na interaktivním vyprávění příběhu. Jednou z klíčových prvků hry je rozhodování o klíčových příběhových rozhodnutí. Tato rozhodnutí si hráč může porovnávat s ostatními hráči. Její vyprávění je vícegeneračním příběhem o dvou rodinách, jejichž osudy se střetly v arizonské poušti v roce 1998.

## Vývoj a vydání
Hra byla oznámena 23. července 2020 na akci Xbox Games Showcase.
Vývoj vedla kreativní ředitelka Caroline Marchal, která byla dříve zaměstnána ve společnosti Quantic Dream jako designérka titulů Heavy Rain a Beyond: Two Souls.
Hra byla vydána 19. července 2022 pro Windows, Xbox One a Xbox Series X/S. Byla také spuštěna v rámci služby Xbox Game Pass a také pro PC prostřednictvím služby Steam. Dne 7. března 2024 byla vydána pro PlayStation 4, PlayStation 5 a GOG.com.